# Bangavadi, Mulbagal
Bangavadi là một làng thuộc tehsil Mulbagal, huyện Kolar, bang Karnataka, Ấn Độ.